# Tounouga
Tounouga (auch: Tounounga) ist eine Landgemeinde im Departement Gaya in Niger.

## Geographie

### Lage und Gliederung
Tounouga ist die südlichste Gemeinde Nigers. Sie befindet sich am linken Ufer des Flusses Niger südlich der Stadt Gaya, in der Landschaft Dendi, und gehört zur Großlandschaft Sudan. Tounouga grenzt im Südwesten an den Nachbarstaat Benin und im Südosten an den Nachbarstaat Nigeria.
Bei den Siedlungen im Gemeindegebiet handelt es sich um 26 Dörfer und 52 Weiler. Der Hauptort der Landgemeinde ist das Dorf Tounouga. Weitere größere Dörfer sind Sabon Birni und Dolé.
Durch das Gemeindegebiet verläuft das große, periodisch wasserführende Trockental Dallol Foga. Neben Tessa und Zabori zählt Tounouga zu jenen Gemeinden in der Region Dosso, in denen das höchste Risiko von Überschwemmungen besteht. Der Hauptort und weitere in der Nähe des Stroms Niger gelegene Teile der Gemeinde gehören zum Feuchtgebiet am mittleren Niger II, das nach der Ramsar-Konvention unter Schutz gestellt wurde.

### Klima
In Tounouga herrscht ein Steppenklima mit wenig Niederschlag vor.
|                        | Jan  | Feb  | Mär  | Apr  | Mai  | Jun  | Jul  | Aug  | Sep  | Okt  | Nov  | Dez  |   |      |
| Mittl. Temperatur (°C) | 26,3 | 29,1 | 32,1 | 34,0 | 32,8 | 30,3 | 27,6 | 26,2 | 27,0 | 28,9 | 28,3 | 26,4 | ⌀ | 29,1 |
| Mittl. Tagesmax. (°C)  | 33,8 | 37,0 | 39,8 | 40,7 | 38,8 | 35,5 | 31,7 | 29,8 | 31,0 | 34,2 | 35,7 | 33,9 | ⌀ | 35,1 |
| Mittl. Tagesmin. (°C)  | 19,4 | 21,7 | 24,1 | 27,3 | 27,5 | 25,8 | 24,1 | 23,3 | 23,6 | 23,9 | 21,1 | 19,5 | ⌀ | 23,4 |
|                        |      |      |      |      |      |      |      |      |      |      |      |      |   |      |
| Niederschlag (mm)      | 0    | 0    | 1    | 11   | 44   | 78   | 149  | 233  | 107  | 24   | 0    | 0    | Σ | 647  |
|                        |      |      |      |      |      |      |      |      |      |      |      |      |   |      |
| Sonnenstunden (h/d)    | 10,4 | 10,6 | 10,8 | 11,1 | 11,1 | 9,8  | 8,1  | 7,0  | 7,9  | 10,0 | 10,4 | 10,3 | ⌀ | 9,8  |
|                        |      |      |      |      |      |      |      |      |      |      |      |      |   |      |
| Regentage (d)          | 0    | 0    | 0    | 2    | 6    | 10   | 14   | 16   | 11   | 3    | 0    | 0    | Σ | 62   |
|                        |      |      |      |      |      |      |      |      |      |      |      |      |   |      |
| Luftfeuchtigkeit (%)   | 17   | 14   | 14   | 28   | 46   | 60   | 74   | 82   | 80   | 61   | 31   | 21   | ⌀ | 44,2 |

| 19,4 |

| 21,7 |

| 24,1 |

| 27,3 |

| 27,5 |

| 25,8 |

| 24,1 |

| 23,3 |

| 23,6 |

| 23,9 |

| 21,1 |

| 19,5 |

| 19,4 |

| 21,7 |

| 24,1 |

| 27,3 |

| 27,5 |

| 25,8 |

| 24,1 |

| 23,3 |

| 23,6 |

| 23,9 |

| 21,1 |

| 19,5 |

| N i e d e r s c h l a g | 0   | 0   | 1   | 11  | 44  | 78  | 149 | 233 | 107 | 24  | 0   | 0   |
|                         | Jan | Feb | Mär | Apr | Mai | Jun | Jul | Aug | Sep | Okt | Nov | Dez |

## Geschichte

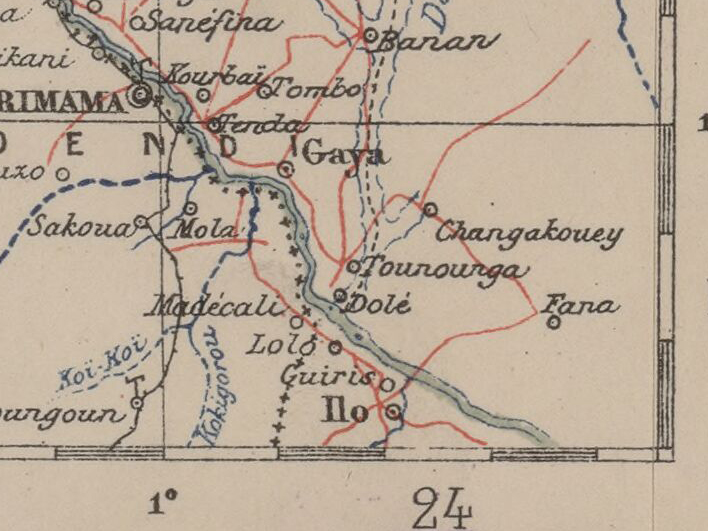
Ausschnitt einer Karte von 1903 mit Tounouga (Tounounga) im Zentrum

Das Dorf Tounouga wurde vom Volk der Tyenga gegründet, das im 17. Jahrhundert im Gebiet des heutigen Departements Gaya siedelte. Die Landgemeinde Tounouga entstand 2002 bei einer landesweiten Verwaltungsreform. Ihr Territorium gehörte bis dahin gemeinsam mit Tanda zum Kanton Gaya. Bei Überschwemmungen im Jahr 2015 stürzten 67 Häuser im Hauptort ein. Der staatliche Stromversorger NIGELEC elektrifizierte den Hauptort im Jahr 2018.

## Bevölkerung
Bei der Volkszählung 2012 hatte die Landgemeinde 42.849 Einwohner, die in 5154 Haushalten lebten. Bei der Volkszählung 2001 betrug die Einwohnerzahl 29.444 in 3768 Haushalten.
Im Hauptort lebten bei der Volkszählung 2012 8296 Einwohner in 946 Haushalten, bei der Volkszählung 2001 4550 in 582 Haushalten und bei der Volkszählung 1988 5793 in 877 Haushalten.
In ethnischer Hinsicht ist die Gemeinde ein Siedlungsgebiet von Tyenga, Dendi und Fulbe.

## Politik
Der Gemeinderat (conseil municipal) hat 14 gewählte Mitglieder. Mit den Kommunalwahlen 2020 sind die Sitze im Gemeinderat wie folgt verteilt: 5 ANDP-Zaman Lahiya, 5 PNDS-Tarayya, 2 MODEN-FA Lumana Africa, 1 MNSD-Nassara und 1 RNDP-Aneima Banizoumbou.
Jeweils ein traditioneller Ortsvorsteher (chef traditionnel) steht an der Spitze von 25 Dörfern in der Gemeinde, darunter dem Hauptort.

## Wirtschaft und Infrastruktur
Die Gemeinde liegt in jener schmalen Zone entlang der Grenze zu Nigeria, die von Tounouga bis Malawa im Osten reicht und in der Bewässerungsfeldwirtschaft für Cash Crops betrieben wird. Die Rônierpalmen-Zonen beim Hauptort Tounouga und den Dörfern Bouné-Bouné, Dolé, Gatawani Béri, Gatawani Kaïna, Gondarou, Koma, Sabon Birni und Tounga Zanoua erstrecken sich über eine Gesamtfläche von 13.520 Hektar. In Tounouga gibt es mehrere Wochenmärkte. Der Markttag ist Freitag im Hauptort Tounouga und Mittwoch in den Dörfern Gatawani Kaina und Sabon Birni. Das staatliche Versorgungszentrum für landwirtschaftliche Betriebsmittel und Materialien (CAIMA) unterhält eine Verkaufsstelle im Hauptort. Trotz der großen Bedeutung des grenzüberschreitenden Handels mit Nigeria für die Volkswirtschaft von Niger ist der Handelssektor in der Gemeinde Tounouga wegen der starken Vor-Ort-Präsenz der nigrischen Zollbehörde unterentwickelt.
Gesundheitszentren des Typs Centre de Santé Intégré (CSI) sind im Hauptort sowie in den Siedlungen Dolé und Sabon Birni vorhanden. Der CEG Tounouga und der CEG Sabon Birni sind allgemein bildende Schulen der Sekundarstufe des Typs Collège d’Enseignement Général (CEG). Beim Centre de Formation aux Métiers de Tounouga (CFM Tounouga) handelt es sich um ein Berufsausbildungszentrum.
Durch den Norden der Gemeinde führt die Nationalstraße 8 zwischen der Nationalstraße 7 und der Staatsgrenze zu Nigeria. Unter anderem durch den Hauptort Tounouga verläuft die Route 327 zwischen der Stadt Gaya und dem Grenzort Dolé. Im Hauptort zweigt die Route 329, die zur Landstraße RR3-001 in der Gemeinde Bengou führt, von der Route 327 ab.